# 交響曲第8番 (ショスタコーヴィチ)
交響曲第8番 ハ短調 作品65は、ドミートリイ・ショスタコーヴィチが作曲した8番目の交響曲である。

## 概要
交響曲第7番『レニングラード』につづいて、交響曲で戦争を描くべく作曲されたが、第7番と比べるとあまりにも暗いため、当初の評判は非常に悪かった。スターリン賞受賞もされず、1948年にはジダーノフ批判の対象となり、1960年まで演奏が禁止された。しかし、戦争の悲惨さを描き、かつての音楽技法を駆使したレベルの高さゆえに最近ではショスタコーヴィチの最も注目すべき作品のひとつとされており、録音の数も増えてきている。
スターリングラード攻防戦の犠牲者への墓碑として、1943年の7月2日から9月9日にかけて、モスクワの「創作の家」で一気呵成に書き上げられた。彼自身戦争に対する思索と戦後への希望を描こうとしたが、悲惨な戦場の報道やニュース映画に触れていたこともあり作品自体が悲劇的な性格となった。
戦局が好転していたこともあって、発表当時評価をめぐって賛否両論となった。作曲家同盟の総会では、チモフェーエフが「前作の勝利の主題が踏襲されず、辛い体験や悪による苦痛とが乗り越えたり打ち勝つこともなく、代わりにパッサカリアとパストラーレに置きかえられている。」との非難を決議する事態となった。ショスタコーヴィチ自身もこのような非難に対する懸念があったのか、発表当時には「赤軍の勝利に関わる喜ばしいニュースの影響がない筈はない。多くの内的な、また悲劇的、ドラマティックな葛藤があるが、全体としては楽観主義的な人生肯定的な作品である」と述べていたり、一方では自作には一切触れることなくペシミズムと偉大な悲劇の相違を力説し、チャイコフスキー、チェーホフ等を例にとって、ソ連で誤解されていることを問題に挙げたりしていた。（この2つの発言は、13年後の1956年にスターリンの死の年に内容的に関係づけられ、作品の意図は訂正された。）
作品は1943年9月21日にまず芸術問題委員会のメンバーに紹介されたうえで、同年の11月14日に、モスクワ音楽院大ホールでエフゲニー・ムラヴィンスキーの指揮するソヴィエト国立交響楽団によって初演された。国外初演は、翌年の1944年の4月2日にロジーンスキー、4月21日にボストンでクーセヴィツキー、5月26日にメキシコでチャベス、7月23日にロンドンでウッドの指揮でそれぞれ行われている。当時の戦況を反映して「スターリングラード交響曲」の名称で呼ばれていた。

## 初演
1943年11月4日、エフゲニー・ムラヴィンスキー指揮、ソヴィエト交響楽団。ムラヴィンスキーに献呈されている。
日本初演は1948年11月19日、日比谷公会堂にて上田仁と東宝交響楽団によって行われた。

## 曲の構成
5つの楽章から構成される。演奏時間は約60分。

### 第1楽章
Adagio - Allegro non troppo - Allegro - Adagio　ハ短調、4/4拍子
約30分。自作の交響曲第5番の第1楽章と同様、アーチ型のソナタ形式に基づくと考えられる。
この曲で最も長い楽章である。低弦の力強い序奏に続いて、引きずるようなシンコペーションを伴奏とした沈痛な表情を湛えた第1主題が提示される。これに続いて、4分の5拍子のきわめて内省的な第2主題、チェロを主体としたメランコリックな第3主題が現れる。第3主題が静かに消え入りそうになっていったところに、木管が第1主題の転回形によって割り込み、アレグロ・ノン・トロッポの展開部が猛烈に突進する。これに続いて弦楽器の悲痛な第3主題の展開が始まり、ティンパニやスネア、トランペットの3連音が加わって凶暴性を増す。木管の激しいトリルを背後に第2主題が金管によって強烈に吹奏され、これが爆発すると3連音の動機からアレグロへと速度を増す。暴力性と皮肉さを兼ね備えながら盛り上がっていき、変拍子の行進曲風のクライマックスを経て、ドラムの長いロールがクレッシェンド・ディミヌエンドを繰り返しながら冒頭の序奏主題が再現する。再現部では弦楽器のトレモロの上でイングリッシュ・ホルンが第3主題・第2主題の順に長いソロで再現し、印象を深める。これに弦楽器が続き、静かに序奏の動機が現れると、トランペットがこれを強奏し、シンコペーションとともに第1主題が弦に戻ってきて、これを幾分慰めをもった響きで奏しながら静かに楽章を終える。

### 第2楽章
Allegretto 　スケルツォ、変ニ長調、4/4拍子
力強くも、おどけた雰囲気を感じさせる。単調な主題（ドイツの流行歌『ロザムンデ』のパロディと作曲者自身の作『ジャズ組曲第2番』の引用）の反復と変形を経て結ばれる。

### 第3楽章
Allegro non troppo　ホ短調、2/2拍子
弦の機械的なリズムが繰り返される中、様々な楽器がファンファーレ風の旋律を奏でる。次第に凶暴なものになり、トランペットの勇壮なギャロップを挟んで頂点で全楽器が爆発して、小太鼓の響きともにこの曲の中でも最大のクライマックスを築き、そのまま次の楽章に続く。

### 第4楽章
Largo　パッサカリア、嬰ト短調、4/4拍子
前楽章のクライマックスを受け継いで、凶暴な音楽が繰り返されるも、突如として静かなものになり、ゆっくりと葬送風の音楽が繰り返される。主題は第一楽章の反復主題に基づいたものである。内省的で暗い、悲痛な雰囲気の中、次の楽章に続く。

### 第5楽章
Allegretto - Adagio - Allegretto　ハ長調、3/4拍子
ロンド・ソナタ形式。前の楽章から一転して田園舞曲風の、楽天的な主題がファゴットに現れる。その後チェロによる第1エピソード、チェロとバス・クラリネットの主題による第2エピソードを経て、フガートが展開される。やがて第一楽章のクライマックスが回想され、暗い雰囲気が続くが、だんだん音楽は穏やかになり、明るい主題が戻る。勝ち戦を表すかのように盛り上がるも、徐々に速度を落とし、戦争はまだ続くかのように全曲は静かに終結する。
ハ短調という調性は、悲劇を連想させる調として古くから頻繁に使用されてきた（ベートーヴェンの交響曲第5番など）。この交響曲もハ短調で書かれており、その調性のイメージに合った内容の音楽になっている。ショスタコーヴィチの全作品のなかで最も悲劇的であるといわれることもある。初演に際し、ソ連軍は大規模な反攻に転じている折、もっと明るい作品はできないのかと非難され、続く第9交響曲のジダーノフ批判の遠因ともなった。

## 楽器編成
- 木管楽器

ピッコロ2、フルート2、オーボエ2、イングリッシュホルン1、小クラリネット1、クラリネット2、バスクラリネット1、ファゴット2、コントラファゴット1
- 金管楽器

ホルン4、トランペット3、トロンボーン3、チューバ1
- 打楽器

ティンパニ、シンバル、トライアングル、大太鼓、小太鼓、シロフォン、タムタム、サスペンデッドシンバル
- 弦楽器

第1ヴァイオリン、第2ヴァイオリン、ヴィオラ、チェロ、コントラバス

## 録音
ショスタコーヴィチの生前に録音されたものは少なかったが、近年は多くなっており、多くの指揮者が録音している。ムラヴィンスキーによる1960年の演奏はBBCから正式な英国初演と認められているものだが、これは本来1944年に行われる予定だった公開初演がドイツ軍の攻撃を恐れて放送初演に変更となり、直接聴衆の前で演奏されなかったためであるという。
| 指揮者                             | 管弦楽団                                         | 録音年   | レーベル             | 備考           |
| ---------------------------------- | ------------------------------------------------ | -------- | -------------------- | -------------- |
| アルトゥール・ロジンスキ           | ニューヨーク・フィルハーモニック                 | 1944     | Archipel             | 世界初録音     |
| エフゲニー・ムラヴィンスキー       | レニングラード・フィルハーモニー交響楽団         | 1947     | メロディヤ           |                |
| アレクサンドル・ガウク             | モスクワ放送交響楽団                             | 1959     | REVELATION           |                |
| エフゲニー・ムラヴィンスキー       | レニングラード・フィルハーモニー交響楽団         | 1960     | BBC Legends          | 英国でのライヴ |
| キリル・コンドラシン               | モスクワ・フィルハーモニー管弦楽団               | 1961     | メロディヤ           |                |
| エフゲニー・ムラヴィンスキー       | レニングラード・フィルハーモニー交響楽団         | 1961     | メロディヤ           |                |
| キリル・コンドラシン               | モスクワ・フィルハーモニー管弦楽団               | 1967     | Aulos music          |                |
| キリル・コンドラシン               | モスクワ・フィルハーモニー管弦楽団               | 1967     | Altus                | 日本での録音   |
| キリル・コンドラシン               | モスクワ・フィルハーモニー管弦楽団               | 1969     | PRAGA                | ライヴ録音     |
| エフゲニー・ムラヴィンスキー       | レニングラード・フィルハーモニー交響楽団         | 1972     | SCORA CLASSICS       |                |
| アンドレ・プレヴィン               | ロンドン交響楽団                                 | 1973     | EMI                  |                |
| クルト・ザンデルリング             | ベルリン交響楽団                                 | 1976     | ベルリン・クラシック |                |
| エフゲニー・スヴェトラーノフ       | ロンドン交響楽団                                 | 1979     | BBC Legends          |                |
| エフゲニー・ムラヴィンスキー       | レニングラード・フィルハーモニー交響楽団         | 1982     | フィリップス         |                |
| ベルナルト・ハイティンク           | ロイヤル・コンセルトヘボウ管弦楽団               | 1982     | デッカ               |                |
| ゲンナジー・ロジェストヴェンスキー | ソ連文化省交響楽団                               | 1983     | Venezia              |                |
| ルドルフ・バルシャイ               | ボーンマス交響楽団                               | 1985     | EMI                  |                |
| ウラジーミル・フェドセーエフ       | モスクワ放送交響楽団                             | 1985     | メロディヤ           |                |
| レナード・スラットキン             | セントルイス交響楽団                             | 1988     | RCA                  |                |
| ネーメ・ヤルヴィ                   | スコティッシュ・ナショナル管弦楽団               | 1989     | Chandos              |                |
| ゲオルク・ショルティ               | シカゴ交響楽団                                   | 1989     | デッカ               |                |
| セミヨン・ビシュコフ               | ベルリン・フィルハーモニー管弦楽団               | 1990     | フィリップス         |                |
| ウラディーミル・アシュケナージ     | ロイヤル・フィルハーモニー管弦楽団               | 1991     | デッカ               |                |
| ムスティスラフ・ロストロポーヴィチ | ワシントン・ナショナル交響楽団                   | 1991     | テルデック           |                |
| エリアフ・インバル                 | ウィーン交響楽団                                 | 1991     | デンオン             |                |
| アンドレ・プレヴィン               | ロンドン交響楽団                                 | 1992     | ドイツ・グラモフォン | 再録音         |
| ヴァレリー・ゲルギエフ             | キーロフ歌劇場管弦楽団                           | 1994     | フィリップス         |                |
| ルドルフ・バルシャイ               | ケルンWDR交響楽団                                | 1994     | ブリリアント         |                |
| アンドリュー・リットン             | ダラス交響楽団                                   | 1996     | DELOS                |                |
| ウラジーミル・フェドセーエフ       | モスクワ放送交響楽団                             | 1999     | Relief               | ライヴ盤       |
| セミヨン・ビシュコフ               | ケルンWDR交響楽団                                | 2001     | Avie                 |                |
| マリス・ヤンソンス                 | ピッツバーグ交響楽団                             | 2001     | EMI                  |                |
| ドミトリー・キタエンコ             | ケルン・ギュルツェニヒ管弦楽団                   | 2003     | Capriccio            |                |
| ムスティスラフ・ロストロポーヴィチ | ロンドン交響楽団                                 | 2004     | LSO Live             |                |
| マーク・ウィッグルスワース         | オランダ放送交響楽団                             | 2004     | Bis                  |                |
| パーヴォ・ベルグルンド             | ロシア・ナショナル管弦楽団                       | 2005     | ペンタートン         |                |
| ヴァシリー・ペトレンコ             | ロイヤル・リヴァプール・フィルハーモニー管弦楽団 | 2009     | ナクソス             |                |
| ヴァレリー・ゲルギエフ             | マリインスキー劇場管弦楽団                       | 2011〜13 | マリインスキー       | ライヴ盤       |
| アンドリス・ネルソンズ             | ボストン交響楽団                                 | 2016     | ドイツ・グラモフォン | ライヴ盤       |
| ジャナンドレア・ノセダ             | ロンドン交響楽団                                 | 2018     | Lso Live             |                |